# Văn hóa pháp lý

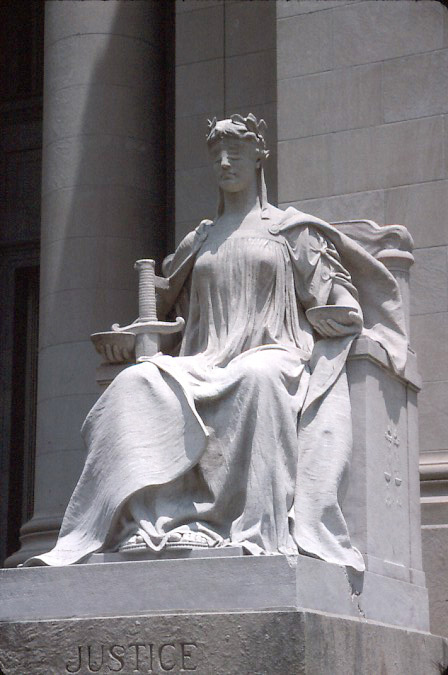
Nữ thần công lý một nét văn hóa pháp lý phương Tây

Văn hóa pháp lý hay còn gọi là văn hóa pháp luật là thuật ngữ dùng để mô tả mối quan hệ gắn bó khăng khít giữa các giá trị pháp luật và các giá trị về văn hóa, là tống thể các hoạt động hàm chứa các giá trị pháp luật được hình thành trên cơ sở tri thức pháp luật, lòng tin, tình cảm đối với pháp luật và hành vi pháp lý thực tiễn. Khái niệm văn hóa pháp lý hay nền văn hóa pháp lý vẫn còn có nhiều các hiểu khác nhau.

## Đặc điểm
Văn hoá pháp lý đề cập đến hành vi của con người dưới sự chi phối của pháp luật và cách thức hành xử của họ trong khung pháp lý, đồng thời phát huy năng lực bản chất của con người trong các hoạt động pháp lý như phát huy các quyền và nghĩa vụ của mình. Cơ sở của mọi hoạt động văn hoá pháp lý là khát vọng của con người hướng tới các giá trị pháp lý được định chuẩn bởi pháp luật. Các hoạt động đó về bản chất là hướng tới các giá trị tích cực và mang tính sáng tạo, phổ biến.
Văn hoá pháp lý luôn chứa đựng tính chất nhân văn và mang đặc điểm dân tộc sâu sắc. Ở Việt Nam, người Việt Nam có truyền thống chủ trương giải quyết mọi tranh chấp thông qua con đường hòa giải, nhất là hòa giải ở cơ sở mà rất ngại phải giải quyết tại các cơ quan nhà nước hay các cơ quan tố tụng như câu tục ngữ: Vô phúc đáo tụng đình, đây được coi là một nét văn hóa pháp lý, một truyền thống đạo lý tốt đẹp của người Việt Nam.
Văn hóa pháp lý trong hoạt động lập pháp, lập quy còn được hiểu một cách cụ thể là các giá trị của các hoạt động này của Nhà nước, tức là những giá trị được hình thành trong quá trình xây dựng và ban hành các Văn bản quy phạm pháp luật. Và, hệ thống văn bản pháp luật là một trong những biểu hiện của văn hóa pháp lý, nó hàm chứa những quy tắc chung nhất của xã hội, những giá trị văn hóa phổ quát của xã hội đó.
Nền văn hóa pháp lý ở mỗi quốc gia, vùng văn hóa có sự khác biệt, một số quốc gia phương Tây có nền văn hóa pháp lý tương đối cao, ý thức tôn trọng và chấp hành pháp luật của người dân cho đến cơ quan nhà nước rất rõ ràng, luôn coi trọng sự thượng tôn của pháp luật. Một số quốc gia như Mỹ, Anh có văn hóa khiếu kiện, theo đó nêu không vừa lòng đối với những sự việc cụ thể mà có căn cứ thì người ta có thể đưa nhau ra tòa từ những quan hệ kinh tế, dân sự, thương mại, hôn nhân gia đình và các lĩnh vực đời sống xã hội khác....
Tuy vậy ở một số nước như Việt Nam, văn hóa pháp lý còn ở trình độ thấp, mặt bằng dân trí và dân trí pháp lý thấp, ý thức tôn trọng pháp luật và tính chủ động sử dụng pháp luật còn hạn chế, ảnh hưởng của các phong tục, tập quán lạc hậu và lối sống cũ rất nặng nề, ảnh hưởng của cơ chế quản lý cũ về tư duy và cách ứng xử còn rất lớn như tư duy quan liêu bao cấp, cơ chế xin cho, tùy tiện, bừa bãi trong hành xử, các tệ nạn tham ô, tham nhũng, hủ hóa, suy đồi về đạo đức, lối sống đạo đức giả, đồi bại, mị dân hết sức bại hoại của lãnh đạo, đảng viên, cán bộ, công chức, viên chức....